# Frankfurter Verein für soziale Heimstätten
 Der Frankfurter Verein für soziale Heimstätten e. V. (Kurzform Frankfurter Verein) ist ein lokaler Träger der Sozialarbeit in Frankfurt am Main.

## Geschichte
Der stadtnahe Verein wurde am 6. April 1910 mit dem Namen "Verein für Wanderarbeitsstätten e. V." gegründet. Ab 1937 "Verein für Wanderarbeitsstätten Roter Hamm e. V.", Ab 1950 "Verein für soziale Heimstätten Roter Hamm e.V.", 1964 erhielt der Verein den heutigen Namen.

## Aufgabe

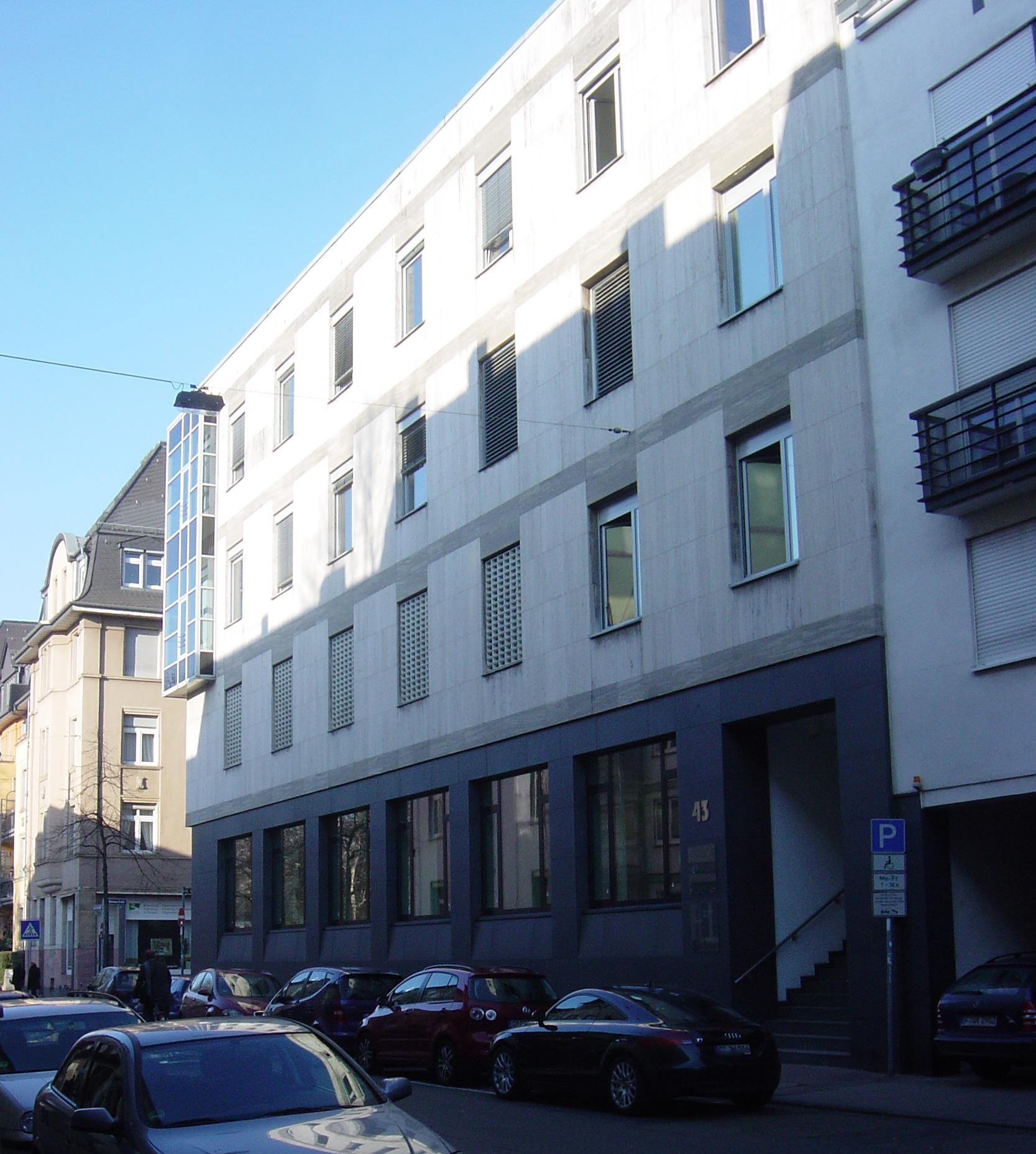
Geschäftsstelle (Zentrale) in Bockenheim

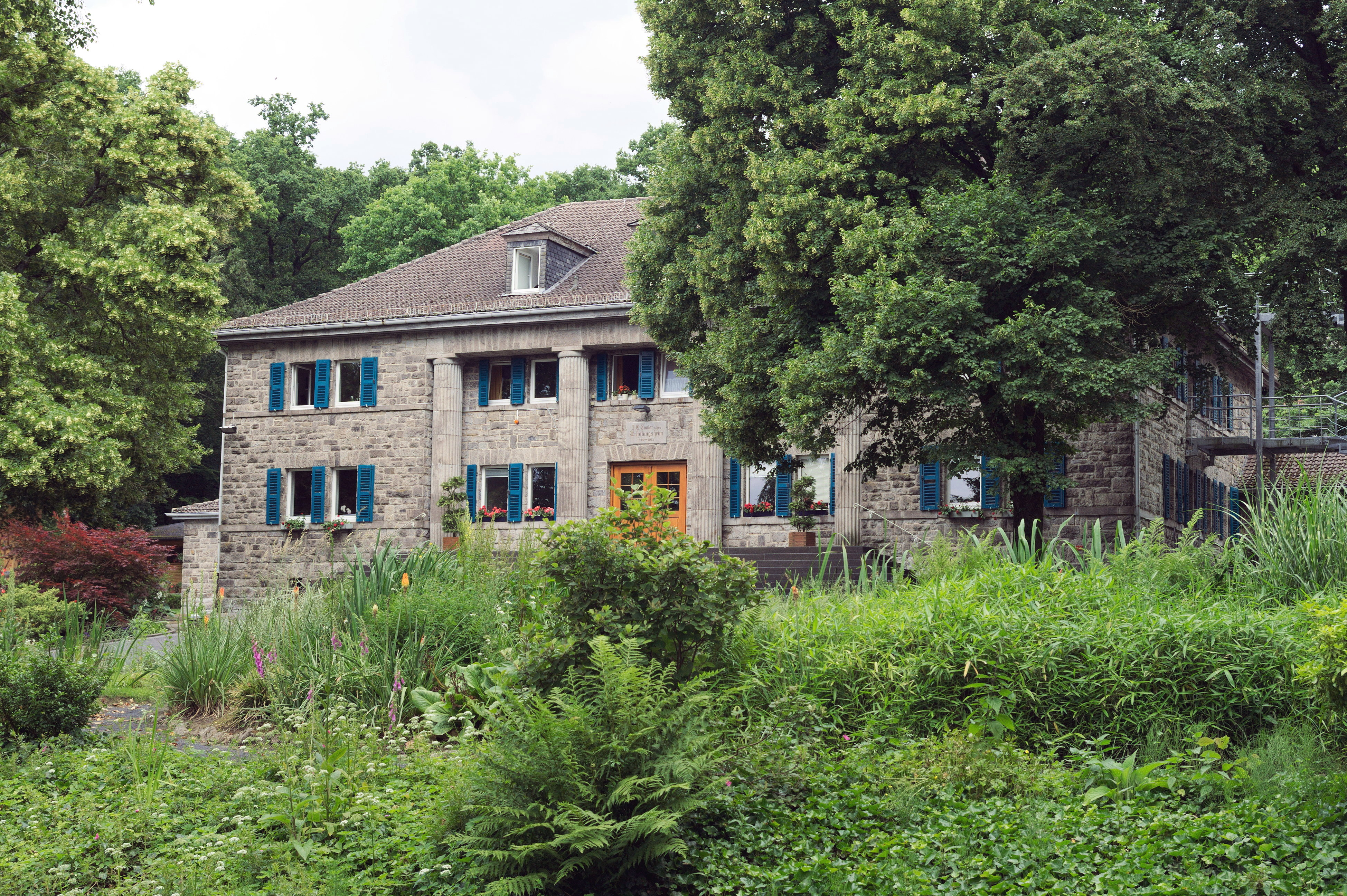
Fachkrankenhaus in Vielbach

Der Frankfurter Verein bietet in rund 50 Diensten und Einrichtungen Hilfen in verschiedenen Handlungsfeldern der Sozialarbeit. 
Das Angebotsspektrum umfasst ambulante Dienste, (teil-)stationäre Einrichtungen, Wohnheime und Werkstätten. Das Angebot richtet sich vor allem an Menschen mit besonderen sozialen Schwierigkeiten (Wohnungslose, Suchtkranke, Frauen in Notsituationen etc.) sowie an Personen mit seelischen Erkrankungen bzw. psychisch kranken Menschen und Schwerbehinderte. Zur Betreuung von obdachlosen Menschen wird im Winter (von ca. Oktober bis Mai eines jeden Jahres) ein Kältebus eingesetzt. Es werden fünf Reha-Werkstätten, mehrere Inklusionsbetriebe u. a. eine Bio-Kaffeerösterei mit Kaffeeausschank (basaglia), ein Unverpacktladen (franco) und eine Volksküche und Bühne (Frankfurter Salon) sowie eine Fachklinik für suchtkranke Menschen in Vielbach (Westerwald) betrieben.
Der Frankfurter Verein ist Träger des Integrationsfachdienstes (IFD) in Frankfurt (im Auftrag des Integrationsamtes Hessen), sowie Einheitliche Ansprechstelle für Arbeitgeber (EAA) für Frankfurt am Main und den Kreis Groß-Gerau.

## Weiteres
Der Verein ist Mitglied im Deutschen Paritätischen Wohlfahrtsverband Hessen und LAG WfbM Hessen.
Ein Sportnetzwerk des Vereins wurde in Kooperation mit der Turngemeinde Bornheim aufgebaut. 
Vorsitzende des Aufsichtsrates ist Elke Voitl (Sozialdezernentin der Stadt Frankfurt am Main).

## Auszeichnung
Im August 2023 wurde die Auszeichnung "Vorbildliche Bauten im Land Hessen – Preiskategorie Soziale Infrastrukturen" für die Übernachtungsstätte für Obdachlose im Ostpark vom Hessischen Finanzminister Michael Bodenberg verliehen.